# نبردناو کلاس کوربه
نبردناو کلاس کوربه (به انگلیسی: Courbet-class battleship) یک کلاس از کشتی است که طول آن ۱۶۶ متر (۵۴۴ فوت ۷ اینچ) می‌باشد.